# Washington (Maine)
Washington ist eine Town im Knox County des Bundesstaates Maine in den Vereinigten Staaten. Im Jahr 2020 lebten dort 1592 Einwohner in 806 Haushalten auf einer Fläche von 101,53 km².

## Geografie
Nach dem United States Census Bureau hat Washington eine Gesamtfläche von 101,53 km², von der 98,52 km² Land sind und 3,0 km² aus Gewässern bestehen.

### Geografische Lage
Washington liegt im Norden des Knox Countys und grenzt im Norden an das Waldo County und im Westen an das Lincoln County. Größter See auf dem Gebiet der Town ist der nördlich gelegene Washington Pond. Weitere kleinere Seen liegen über das Gebiet der Town verteilt. Die Oberfläche des Gebietes ist leicht hügelig und der 266 m hohe Patrick Mountain ist die höchste Erhebung auf dem Gebiet der Town.

### Nachbargemeinden
Alle Entfernungen sind als Luftlinien zwischen den offiziellen Koordinaten der Orte aus der Volkszählung 2010 angegeben.
- Norden: Palermo, Waldo County, 6,9 km
- Nordosten: Liberty, Waldo County, 7,8 km
- Osten: Appleton, 14,8 km
- Südosten: Union, 11,7 km
- Süden: Waldoboro, Lincoln County, 5,5 km
- Südwesten: Jefferson, Lincoln County, 14,1 km
- Westen: Somerville, Lincoln County, 10,5 km

### Stadtgliederung
In Washington gibt es mehrere Siedlungsgebiete: Globe, Hibberts Corner, Lucas Corner, North Washington, Razorville, South Washington, Stickney Corner, Washington und West Washington.

### Klima
Die mittlere Durchschnittstemperatur in Washington liegt zwischen −7,2 °C (19 °Fahrenheit) im Januar und 20,6 °C (69 °Fahrenheit) im Juli. Damit ist der Ort gegenüber dem langjährigen Mittel der USA um etwa 6 Grad kühler. Die Schneefälle zwischen Oktober und Mai liegen mit bis zu zweieinhalb Metern mehr als doppelt so hoch wie die mittlere Schneehöhe in den USA; die tägliche Sonnenscheindauer liegt am unteren Rand des Wertespektrums der USA.

## Geschichte
Washington wurde am 27. Februar 1811 als Town organisiert. Zunächst unter dem Namen 1811 Putnam, der 1823 in Washington geändert wurde. Es gehörte zum Plymouth und Muscongus, später Waldo Patent genannten Grant. Teile von Palermo wurden im Jahr 1854 dem Gebiet der Town hinzugefügt.

### Einwohnerentwicklung
| Volkszählungsergebnisse – Town of Washington, Maine | Volkszählungsergebnisse – Town of Washington, Maine | Volkszählungsergebnisse – Town of Washington, Maine | Volkszählungsergebnisse – Town of Washington, Maine | Volkszählungsergebnisse – Town of Washington, Maine | Volkszählungsergebnisse – Town of Washington, Maine | Volkszählungsergebnisse – Town of Washington, Maine | Volkszählungsergebnisse – Town of Washington, Maine | Volkszählungsergebnisse – Town of Washington, Maine | Volkszählungsergebnisse – Town of Washington, Maine | Volkszählungsergebnisse – Town of Washington, Maine |
| Jahr                                                | 1800                                                | 1810                                                | 1820                                                | 1830                                                | 1840                                                | 1850                                                | 1860                                                | 1870                                                | 1880                                                | 1890                                                |
| --------------------------------------------------- | --------------------------------------------------- | --------------------------------------------------- | --------------------------------------------------- | --------------------------------------------------- | --------------------------------------------------- | --------------------------------------------------- | --------------------------------------------------- | --------------------------------------------------- | --------------------------------------------------- | --------------------------------------------------- |
| Einwohner                                           |                                                     |                                                     |                                                     | 1135                                                | 1600                                                | 1756                                                | 1662                                                | 1276                                                | 1249                                                | 1230                                                |
| Jahr                                                | 1900                                                | 1910                                                | 1920                                                | 1930                                                | 1940                                                | 1950                                                | 1960                                                | 1970                                                | 1980                                                | 1990                                                |
| Einwohner                                           | 1019                                                | 814                                                 | 660                                                 | 615                                                 | 689                                                 | 722                                                 | 636                                                 | 723                                                 | 954                                                 | 1185                                                |
| Jahr                                                | 2000                                                | 2010                                                | 2020                                                | 2030                                                | 2040                                                | 2050                                                | 2060                                                | 2070                                                | 2080                                                | 2090                                                |
| Einwohner                                           | 1345                                                | 1527                                                | 1592                                                |                                                     |                                                     |                                                     |                                                     |                                                     |                                                     |                                                     |

## Wirtschaft und Infrastruktur

### Verkehr
Mehrere Maine State Route durchziehen Washington. In nordsüdlicher Richtung verlaufen die 105, 200 und 206, in westöstlicher Richtung die 105, die im Zentrum von Washington nach Norden schwenkt sowie die 17 und die 126.

### Öffentliche Einrichtungen
Es gibt keine medizinischen Einrichtungen oder Krankenhäuser in Washington. Die nächstgelegenen befinden sich in Camden und Waldoboro.
In Washington befindet sich die Gibbs Library in der Union Road. Sie geht zurück auf eine Buchspende aus dem Jahr 1915 durch Locero Jackson Gibbs. Nachdem sie unterschiedliche Standorte in privaten Häusern oder Hinterräumen von Geschäften hatte, zog sie in den 1950er Jahren in das alte Schulhaus. Dieses brannte 1961 ab und mit ihr der Buchbestand. 1993 konnte sie in einem neu errichteten Gebäude wieder eröffnet werden.

### Bildung
Washington gehört zusammen mit Friendship, Union, Warren und Waldoboro zur Regional School Unit 40.
Im Schulbezirk werden mehrere Schulen angeboten:
- Friendship Village School; Schulklassen Kindergarten bis 6. Schuljahr, in Friendship
- Miller School; Schulklassen Pre-Kindergarten bis 6. Schuljahr, in Union
- Union Elementary School; Schulklassen Pre-Kindergarten bis 6. Schuljahr, in Union
- Prescott Memorial School; Schulklassen Kindergarten bis 6. Schuljahr, in Waldoboro
- Warren Community School; Schulklassen Pre-Kindergarten bis 5. Schuljahr, in Warren
- Medomak Middle School; Schulklassen 7–8, in Waldoboro
- Medomak Valley High School; Schulklassen 9–12, in Waldoboro
- Rivers Alternative Middle School, in Union

## Persönlichkeiten

### Söhne und Töchter der Stadt
- Elmer McCurdy (1880–1911), Zug- und Bankräuber, dessen Leiche 60 Jahre ausgestellt wurde